# Ottersheim bei Landau
Ottersheim bei Landau è un comune di 1.814 abitanti della Renania-Palatinato, in Germania.
Appartiene al circondario (Landkreis) di Germersheim (targa GER) ed è parte della comunità amministrativa (Verbandsgemeinde) di Bellheim.